# Agnieszka Wolfram-Zakrzewska
Agnieszka Wolfram-Zakrzewska (ur. 26 marca 1958 w Warszawie) – polska dziennikarka i działaczka społeczna.

## Życiorys
Studiowała socjologię na Uniwersytecie Warszawskim. Była zaangażowana w organizację opozycyjnego ruchu studenckiego, na bazie którego powstał stołeczny Studencki Komitet Solidarności. Współpracowała z Komitetem Obrony Robotników w ramach udzielania pomocy robotnikom z Ursusa i Radomia. Zajmowała się też składaniem i dystrybucją pism drugiego obiegu. W latach 80. w swoim mieszkaniu prowadziła punkt sprzedaży wydawnictw podziemnych.
W III RP pracowała do 1993 w Radiu ZET, a następnie do 2001 w "Gazecie Wyborczej". Następnie zajęła się działalnością pozarządową. Związana z działalnością m.in. Fundacji ITAKA, Fundacji Wspierania Młodzieży Wiejskiej IUVENIS (jako wiceprezes zarządu) oraz Fundacji Rodzić po Ludzku.
W 2011 odznaczona Krzyżem Kawalerskim Orderu Odrodzenia Polski. 23 listopada została powołana w skład Kapituły OOP.

## Życie prywatne
Jest zamężna z Rafałem Zakrzewskim, mają dwóch synów. Jest siostrą Krzysztofa Wolframa.